# Abby Dunkin
Abigail Dunkin (Rota, 24 de noviembre de 1995) es una jugadora estadounidense de baloncesto en silla de ruedas de 3,5 puntos. Ganó el oro en los Juegos Parapanamericanos de 2015 en Toronto, Canadá, los Juegos Paralímpicos de 2016 en Río de Janeiro, Brasil, además del Campeonato Mundial de Baloncesto en Silla de Ruedas Femenino Sub-25 de 2019 realizado en Suphanburi, Tailandia.

## Biografía
Abby Dunkin nació el 24 de noviembre de 1995 en Rota, Andalucía, España, pero considera a New Braunfels, Texas, su ciudad natal.
Cuando tenía 13 años, le diagnosticaron síndrome de dolor regional complejo, un trastorno cerebral que causa un dolor anormal. Jugó baloncesto y fue cinturón negro de segundo grado en artes marciales. Continuó practicando deportes a pesar del dolor. En febrero de 2013, viajó al norte de Texas para recibir tratamiento. Le dijeron que nunca más podría volver a jugar al baloncesto, hacerse un tatuaje o consumir cafeína. El 27 de febrero de 2013, se despertó sin poder caminar correctamente y se volvió dependiente de una silla de ruedas. Posteriormente se volvió a diagnosticar la afección como disautonomía síncope neurocardiogénica con neuropatía de fibras pequeñas. Se deprimió y se volvió adicta a los analgésicos recetados. En una ocasión sufrió una sobredosis.

## Carrera deportiva
Compitió en atletismo de pista y campo en Comal Canyon High School, ganando el evento en silla de ruedas de 100 y 400 metros y eventos de lanzamiento de bala Descubrió el baloncesto en silla de ruedas viendo videos del deporte en los Juegos Paralímpicos de Londres 2012 en YouTube. Se entrenó con veteranos militares y los San Antonio ParaSport Spurs. Después de seis meses de jugar con el equipo masculino, fue reclutada por la Universidad de Texas en Arlington para jugar para su nuevo equipo de baloncesto en silla de ruedas Lady Movin 'Mavs. Ganaron su primer título nacional en 2016, derrotando al mejor equipo de la Universidad de Illinois 65-51 en el torneo interuniversitario de la Asociación Nacional de Baloncesto en Silla de Ruedas en Edinboro, Pensilvania
En enero de 2015, después de solo unos meses con las Lady Movin 'Mavs, fue invitada a participar en la selección nacional. Fue seleccionada para el equipo, que ganó el oro en los Juegos Parapanamericanos de 2015 en Toronto, Canadá. En 2016, formó parte del equipo de EE. UU. en los Juegos Paralímpicos de Río de Janeiro 2016, ganando una medalla de oro paralímpica.  Fue una de los pocos atletas abiertamente homosexuales en los juegos. Continuó jugando con los Movin Mavs. El 17 de marzo de 2018, coronaron una temporada invicta al vencer a sus archirrivales, la Universidad de Alabama 65-55 para ganar el campeonato nacional.
En 2018, fue una de las tres estudiantes de la UTA seleccionadas para el equipo nacional en el Campeonato Mundial de Baloncesto en Silla de Ruedas 2018 en Hamburgo, Alemania, donde el Equipo de Estados Unidos quedó sexto. El 16 de marzo de 2019, los Movin 'Mavs se enfrentaron una vez más a la Universidad de Alabama en la final del campeonato nacional, pero esta vez perdieron 87-76 en la prórroga. En mayo de 2019 ganó una medalla de oro con el equipo femenino U25 en el Campeonato Mundial de Baloncesto en Silla de Ruedas Femenino U25 de 2019 en Suphanburi, Tailandia. El equipo de Estados Unidos derrotó a Australia en la final 62-25. Dunkin fue seleccionada como una de las Cinco Estrellas, junto con sus compañeras de equipo de Movin 'Mav, Rose Hollermann y Annabelle Lindsay.